# 陈嶷
陈嶷，字承嶽，南北朝时期人，陈朝南平王，陈后主陈叔宝第二子，生母為高昭仪。

## 生平
陈嶷少年老成，举止有方，风采动人。陈后主至德元年（583年），立为南平王，師事謝貞。不久，官拜信武将军，南琅琊、彭城二郡太守，设置佐使辅助处理事务（有長史周確、諮議參軍張譏、限內參軍王元規、記室庾超）。后来调为扬州刺史，进号镇南将军。隋军大举南下，陈嶷临危受命，使持节，都督荆州、郢州、湘州诸军事，征西将军，郢州刺史。结果尚未上任，隋军便渡江灭陈。陈祯明三年（589年），与陈后主等被迫迁往关中，最后卒于长安。